# Mastikstræ
Mastikstræ (Pistacia lentiscus) er en busk eller et lille træ af sumak-familien, der især dyrkes for sin velduftende harpiks kaldet mastiks. Træet har røde blomster, røde bær og ligefinnede sammensatte blade med lancetformede, læderagtige småblade. Mastikstræet kan blive op til fire meter høj.

## Hjemsted
Mastikstræ hører naturligt hjemme i hele Middelhavsområdet samt på de Kanariske Øer på makier. I Grækenland har træet dog en særlig status, da det på øen Chios som det eneste sted i verden "græder", dvs. udgyder harpiksen (mastiksen), når stammen ridses. 

## Anvendelse
Mastiksen (den velduftende harpiks) bruges blandt andet som krydderi i fødevareprodukter som tyggegummi, is og andre desserter samt likører. Som medicin har produktet været brugt i tusindvis af år mod fordøjelsesproblemer, og desuden bruges det i kosmetik og til fernis.
Det er på Chios i Grækenland, mastiksen udvindes, og øen har af EU fået beskyttet oprindelsesbetegnelse for produktionen. Produktionen styres kooperativt af en række landsbyer på øens sydlige del.
| Portal | Portal:Botanik |

| Træ | Spire Denne artikel om træer er en spire som bør udbygges. Du er velkommen til at hjælpe Wikipedia ved at udvide den. |